# Dermenas
Dermenas è una frazione del comune di Fier in Albania (prefettura di Fier).
Fino alla riforma amministrativa del 2015 era comune autonomo, dopo la riforma è stato accorpato, insieme agli ex-comuni di Cakran, Frakull, Levan, Libofshë, Mbrostar Ura, Portëz, Qënder, Topojë a costituire la municipalità di Fier.

## Località
Il comune era formato dall'insieme delle seguenti località:
- Dermenas
- Pojan
- Krygjate
- Havaleas
- Hoxhare
- Radostine
- Sulaj
- Hamil
- Mucaj
- Baltez
- Povelce
- Darezeze e R